# Bela Varkonyi
Béla Varkonyi, né le 5 juillet 1878 à Budapest et mort le 25 janvier 1947 à New-York, est un compositeur et pianiste hongrois.

## Biographie

### Études
Il commence ses études avec Hans Koessler et Itsván Thomán à l'Académie royale de musique de Budapest dont il sort avec un doctorat en droit et une maître de musique en 1902. Il remporte deux fois le Concours Robert Volkmann et reçoit la bourse nationale hongroise. Il étudie ensuite à Londres et à Paris. En 1907, il retourne à Budapest, où il enseigne à l'Académie royale de musique.

### Guerre et exil
En 1914, avec le début de la Première Guerre mondiale, il entre dans l'armée hongroise. Il est capturé par les Russes et est prisonnier de guerre pendant trois ans. Il continue de composer, mais ses manuscrits sont détruits lors de l'incendie du consulat du Danemark. Après la guerre, il émigre aux États-Unis en 1923 et enseigne au Collège de Breneau en Géorgie jusqu'en 1928, puis au Centenary College dans le Tennessee de 1928 à 1930. Il s'installe ensuite à New York.

## Postérité
Dans son livre Hungarian Curiosities (1955) S. Rath consacre un chapitre à Béla Varkonyi, notant qu'il était capable de raconter plus de quarante années de sa vie jour après jour,.

## Œuvres
- Concerto pour piano en mi mineur, 1902, Budapest
- Ouverture en ré mineur, 1902, Budapest
- Dobozy, poème symphonique, 1903, Budapest
- Ballade symphonique, 1907, Budapest
- La Captive, mélodrame, 1911, Budapest
- Nuit de printemps, mélodrame, 1912, Budapest
- Symphonie en ut mineur, 1913
- Trio avec piano en fa majeur, op. 17, 24 novembre 1918, New-York
- Scherzo, pour quatuor à cordes, 24 novembre 1918, New-York
- Scènes fantastiques, op. 43, pour orchestre,
- Leda, op. 42
- Fantaisie Leda, op. 42a
- Rhapsodie hongroise pour chœur
- Une centaine de mélodies
- De nombreuses œuvres pour piano